# Миниатюра (литературный жанр)
Миниатюра — малый литературный жанр. Название дано по аналогии с миниатюрой в живописи. Впервые термин «миниатюра» в России появился в 1925 году. Отличавшиеся малой формой, изяществом и тщательностью исполнения произведения стали называться миниатюрами.

## Виды миниатюр
Короткие рассказы, лаконичные по объёму, но чрезвычайно ёмкие по содержанию, называют литературными миниатюрами. Часто в миниатюрах практически нет действия, а существует лишь зарисовка, картинка. Но, используя ёмкость образов, сравнений, эпитетов, автор несколькими фразами создаёт целую человеческую судьбу.
Жанр миниатюры начал развиваться давно, но чётких границ у него до сих пор не выявлено. Миниатюра понимается как новелла, эссе, повесть или рассказ, которые сильно «сжаты». Термин, в сущности, до сих пор условен. Миниатюры в прозе часто носят название «картинок», «сценок». Миниатюра может быть лирической (стихотворной). В драматургии миниатюрой называли монодраму и одноактную или многоактную пьесу, представление которой занимало лишь часть театрального вечера.

## Специфические признаки
Не имея чётких границ, миниатюра даёт волю авторам, и это составляет одно из её основных отличий от других малых прозаических жанров, а также позволяет обращаться к различным сторонам жизни и ставить в центр бытовые, социальные, философские вопросы. Избежать повторения помогает малый объём произведения (5-10 страниц), при этом отчётливо видна идея: миниатюра характеризуется чёткой передачей любого авторского замысла. Зафиксированный автором в миниатюре момент наиболее соответствует правдивости изображения бытия, художественный материал подаётся субъективно, а автор чаще всего является повествователем.
Как специфические признаки миниатюры выделяются: малый текстовый размер; обязательное наличие сюжетного начала; чёткий авторский смысл; субъективизм; явная и яркая динамика; чётко поставленная задача; в основе одинаково допускаются и глобальная проблема и частный вопрос; организация текста обязательно включает в себя законченность и пропорциональность; допускаются символизм и аллегоричность; миниатюра едина в своём естестве и неделима; её форма изящна, ритмична и мелодична (желательно); в миниатюре взаимодействуют лирика и эпос.
Ю. Б. Орлицкий характеризует миниатюру как жанр с выраженной ритмической организацией.
В произведениях миниатюрного жанра во всем сквозит отчётливо выраженное субъективное начало. В большинстве миниатюр именно субъект, то есть конкретная личность, представляет собой центр, вокруг которого происходят все действия и развивается композиция, в них реализуется субъективное восприятие, некое переживание.
Однако существуют миниатюры с чётко выраженной фабулой, в которых весомое значение несёт в себе настроение, которым проникнуто произведение. В них часто используется «скрытый сюжет», когда внешняя интрига отступает на второй план и главенствующую роль приобретает изменение психологического состояния героя, его нравственное самопознание.
Миниатюра отличается лаконичностью, чёткостью и отточенностью сюжета, особенной смысловой нагрузкой, которая вкладывается в некоторые слова и детали.
Внутренний монолог может свободно существовать в миниатюрах одновременно с образно-логическим рядом. Интерес у автора при этом могут вызывать и философско-этическим проблемы, которые, несмотря на малый объём, способны быть раскрыты в жанре миниатюры, при этом в произведениях присутствует высокая степень художественности.
Субъективизм же отличает миниатюру от простого эссе, хоть некоторые миниатюры написаны в эссеистической форме, однако жанр эссе предполагает несколько большую строгость и логичность в рассуждениях и аргументации, и достаточно развёрнутую цепочку умозаключений.
Столь развёрнутое и в чём-то противоречивое определение жанра объясняется тем, что миниатюра предоставляет авторам экспериментировать и выражать своё я. Отсутствие жёстких рамок, сложившихся канонов составляет основное отличие миниатюры от других малых прозаических жанров.
Активно развиваться жанр стал в 90-е годы XX века. Ю. Орлицкий отмечает следующие особенности современной прозаической миниатюры: миниатюра может быть и нарративной, и лирической, и драматической, и эссеистической, и философской, и юмористической, а не только лирической, как было раньше, причём эти качества могут образовывать некий синтез. В современной русской литературе — это чаще всего «проза поэта», о чём свидетельствуют отказ от заглавий (как в лирике) и публикация миниатюр в составе стихотворных книг и журнальных подборок стихов. Последовательно менялась строфика миниатюры — тяготение к одному равному предложению.
Таким образом, в процессе своего развития жанр миниатюры активно взаимодействовал с другими малыми жанрами (с рассказом, новеллой, с эссе), в результате чего появились названные выше жанровые разновидности, поэтому иногда сложно разграничить, где собственно миниатюра, а где короткий рассказ, новелла или эссе.
Жанр миниатюры всё ещё формируется, поэтому не признаётся многими исследователями каноничным.

## Появление жанра в России
Считается, что в России впервые этот жанр был представлен у Тургенева («Стихотворения в прозе»). Но схожие аналогии можно найти у Батюшкова, Жуковского, Теплякова, Сомова, Глинки, который явил своими произведениями в 1826 году 25 прозаических миниатюр впервые в России («Опыты аллегорий, или иносказательных описаний, в стихах и прозе»).
На рубеже веков и во времена серебряного века в литературе жанр пользовался особой популярностью, однако в советское время оказался в тени. Интерес к нему стал возвращаться только в 70-е годы XX века.

## Авторы
В конце XIX — начале ХХ в жанре миниатюры свои произведения создавали Бунин, Случевский и Тургенев.
Вообще же в начале XX века без прозаических миниатюр не обходился ни один журнал, их писали многие авторы, например, Соловьёва, Зиновьева-Аннибал, Серафимович, Рерих, Гуро, Каменский, Бурлюк, Белый, Ратгауз, Садовской, Гастев, Клычков.
В конце XX веке жанр миниатюры стал пользоваться особой популярностью. Считается, что к прозаической миниатюре можно отнести произведения Абрамова, Анненского, Астафьева, Белова, Бондарева, Крупина, Пикуля, Победина, Сапгира, Солженицына, Солоухина, Тучкова, Холина и др.